# Пшемша
Пше́мша (пол. Przemsza) — река на юге Польши, течёт по территории Селезского и Малопольского воеводств в Верхнесилезском каменноугольном бассейне. Левый приток верхнего течения Вислы.
Длина реки составляет 23,8 км (от истока Чарна-Пшемша — 88 км). Площадь водосборного бассейна равняется 2121 км². Средний расход воды около устья — 18,7 м³/с.
Пшемша образуется от слияния рек Чарна-Пшемша и Бяла-Пшемша у города Мысловице. Сток зарегулирован плотинами, русло канализировано. По нижнему течению проходит граница между Малопольским и Селезским воеводствами. Впадает в Вислу напротив города Освенцим.
Используется для водоснабжения промышленных предприятий.
Воды сильно загрязнены.